# Loup d’Égypte
Sous-espèce
Le loup d'Égypte (Canis anthus lupaster) est une sous-espèce du loup doré.

## Répartition/Habitat
Le loup d'Égypte est réparti sur plus de 6 000 km entre le Sénégal et l'Éthiopie aussi bien dans des forêts que dans des savanes,. Plus au nord, son aire de répartition est le Nord de l'Égypte et de la Libye ainsi que la Tunisie et la dépression de Qattara et dans toute la moitié nord de l'Algérie et la région du Moyen-Atlas au Maroc.
La présence de ce loup, pour la première fois photographié en 2008 au Sénégal, a été confirmée au Maroc dans le Moyen-Atlas en 2012 par des scientifiques espagnols.
Les analyses génétiques des crottes et poils de ce canidé cryptique ont confirmé qu'il s'agit d'un loup, et d'une espèce distincte du chacal doré.